# Bojanowci
Bojanowci (bułg. Бояновци) – wieś w Bułgarii, w obwodzie Wielkie Tyrnowo, w gminie Wielkie Tyrnowo. W 2024 roku liczyła 9 mieszkańców.